# Symplecta (Psiloconopa) hirsutissima
Symplecta (Psiloconopa) hirsutissima is een tweevleugelige uit de familie steltmuggen (Limoniidae). De soort komt voor in het Oriëntaals gebied.